# Sorcerer (rollenspel)
Sorcerer is een rollenspel over macht, en de prijs die je daarvoor moet betalen. De personages hebben de mogelijkheid om demonen op te roepen en aan zich te binden - maar alleen ten koste van hun menselijkheid. Het verhaal dat ontstaat tijdens het spelen draait om de vraag hoe ver zij willen gaan om hun doelen te bereiken, en of aan het eind van hun weg verdoemenis of verlossing wacht.

## Genre
Sorcerer kan zich afspelen in een wereld naar keuze. De meeste voorbeelden in het spelboek zijn eigentijds, maar het verleden, een fantasy-wereld of sciencefiction zijn net zo toepasselijk. De eerste uitbreiding behandelt bijvoorbeeld hoe je Sorcerer kan spelen in het Sword & Sorcery-genre.

## Personages
Slechts enkele mensen op de wereld kunnen demonen oproepen, en de personages van de spelers horen daarbij. Hierdoor krijgen ze de mogelijkheid om zeer machtig te worden - maar er is een prijs. Hoe meer je met demonen omgaat, hoe meer kans je hebt om je Humanity te verliezen. Welke prijs ben jij te betalen voor macht - en wat doe je er vervolgens mee?
Een Sorcerer-personage heeft een paar attributen: Stamina, Will, Lore, Cover en Humanity. Ook beginnen ze het spel met een demon die ze al aan zich hebben gebonden.
Maar het belangrijkste aan een personage is de Kicker: dit is een door de speler bedachte situatie waarin het personage zich aan het begin van het spel bevindt, en die hem meteen het verhaal in schiet. Het moet iets dramatisch en persoonlijks zijn, waar het personage onmiddellijk iets mee moet doen. Een voorbeeld uit het Sorcerer-boek: "Je opent je koffer na hem opgepikt te hebben bij de check-out van het vliegtuig, en ziet dat al je kleren zijn verdwenen. In plaats daarvan zit er een kwart miljoen dollar in je koffer." Of, duisterder, "Vandaag begon als elke andere dag, totdat je het douchegordijn opzij schoof en het gestroopte lichaam van je buurman aan de douchekop zag hangen."
Door de Kicker zijn alle personages aan het begin van het spel al in beweging. De verhaallijn van het personage zal meestal ook bestaan uit het uitwerken en oplossen van deze Kicker.

## Regels
Het Sorcerer-boek is 140 pagina's lang, en bevat informatie over het maken van sorcerers en demonen, het opzetten van het spel, regels voor het oproepen en beheersen van demonen, regels voor alle andere dingen, en een hoofdstuk over hoe je thema en betekenis in je roleplayen kan stoppen.
Elk spel begint ermee dat de groep als geheel een sfeer en genre voor hun spel bedenkt, en vooral een definitie van Humanity vaststelt. Humanity is wat je op het spel zet wanneer je met demonen omgaat; verlies van Humanity is de prijs die je betaalt voor macht. Definities van Humanity kunnen bijvoorbeeld zijn: empathie met je medemens; geestelijke gezondheid; je onsterfelijke ziel. Met het kiezen van een bepaalde definitie van Humanity bepaal je wat voor soort conflicten de personages zullen tegenkomen.
Elk personage begint met één demon, die de speler zelf heeft bedacht. Maar wanneer ze het maar willen kunnen ze meer demonen oproepen. Demonen hebben verschillende attributen die aangeven hoe slim en sterk ze zijn, en daarnaast speciale krachten. Sommige demonen kunnen vliegen, andere kunnen hun meester beschermen tegen kogels, andere kunnen vuur spuwen, enzovoorts. Hoe hoger de attributen en hoe meer speciale krachten een demon heeft, hoe sterker hij is - maar ook hoe gevaarlijker het is om met hem om te gaan. Daarnaast heeft elke demon een Need: een verslaving waar per se aan voldaan moet worden, en waar de sorcerer voor moet zorgen. Als er aan de Need niet voldaan wordt, zal de demon gaan rebelleren.
Tijdens het spelen zullen de sorcerers in steeds gevaarlijker situaties terechtkomen wanneer ze hun - vaak uit de Kicker voortvloeiende - doelen proberen te verwezenlijken. Hierdoor wordt steeds opnieuw de vraag gesteld: ben je hiervoor bereid je Humanity op het spel te zetten? En hiervoor? Kan je nog stoppen? De spelers zijn vrij in het maken van de keuzes waarmee ze deze vragen beantwoorden (roepen ze nog meer demonen op?), en zo ontstaat een verhaal waarin mensen ten onder gaan aan hun eigen machtswellust, op het laatste moment tot inkeer komen, constant op het randje van de afgrond balanceren, of hun demonische praktijk voorgoed afzweren als ze leren inzien dat de prijs te hoog is.
Wat Sorcerer benadrukt is dat de gamemaster niet het spel moet leiden met een bepaald scenario in zijn hoofd, met een van tevoren bedacht verhaal. In plaats daarvan gebruikt hij wat het spel Bangs noemt. Een Bang is een situatie waarin het personage van de speler een keuze moet maken - niet een goede of een foute keuze (de speler hoeft niet te raden wat de gamemaster 'wil' dat hij kiest), maar een keuze die iets zegt over het personage en die hoe dan ook onmiddellijk tot actie leidt.
Het systeem om te kijken of acties slagen werkt met behulp van poelen dobbelstenen. Alle dobbelstenen die hoger zijn dan de hoogste dobbelsteen van je tegenstander tellen als successen. (Hierbij worden hoge dobbelstenen die even hoog zijn eerst tegen elkaar weggestreept.) Deze successen bepalen niet alleen hoeveel succes je hebt / hoeveel schade je doet, maar neem je ook mee als bonusdobbelstenen naar je volgende worp. Je kan ook bonusdobbelstenen krijgen voor goed roleplayen en tactische beslissingen. Overigens kunnen de personages van de spelers wel zwaargewond raken, maar niet sterven zonder dat de spelers dit willen. Dit voorkomt dat een sorcerer sterft voordat zijn verhaal een climax heeft bereikt.
Sorcerer verhaallijnen spelen zich meestal over 4 tot 8 speelavonden af.

## Uitbreidingen
Er zijn drie in boek-vorm uitgebrachte uitbreidingen voor Sorcerer.
- Sorcerer and Sword gaat over hoe je met Sorcerer ouderwetse Sword & Sorcery kan spelen. Daarnaast bevat het advies over het spelen van RPGs waarbij spelers en GM gezamenlijk een thematisch verhaal willen scheppen.
- The Sorcerer's Soul gaat over definities van Humanity, en het effectieve gebruik hiervan in het spel. Ook staan er drie scenario's in.
- Sex and Sorcery gaat over roleplayen en sekse - zowel van de personages, als ook van de spelers. Wat voor effect heeft de sociale situatie aan de speltafel op het spel? Ook staan er drie scenario's in, en regels voor het gebruik van martial arts.

Naast deze drie uitbreidingen in boekvorm zijn er zes mini-uitbreidingen in PDF-formaat te koop. Deze geven allemaal een nieuwe draai aan Sorcerer, en maken bijvoorbeeld van de demonen onverwerkte trauma's, computervirussen in een Virtual reality wereld, of vertellen hoe je Sorcerer kan gebruiken om scenario's als in The Incredible Hulk te spelen.

## Weetjes
Ron Edwards, de maker van Sorcerer, heeft ook de RPGs Elfs en Trollbabe gemaakt. Daarnaast schreef hij een aantal invloedrijke essays over RPG-theorie.